# A lehetségtelen (Így jártam anyátokkal)
A lehetségtelen az Így jártam anyátokkal című televízió-sorozat negyedik évadának tizennegyedik epizódja. Eredetileg 2009. február 2-án vetítették, míg Magyarországon 2010. május 17-én.
Ebben az epizódban Robin megtudja, hogy ha nem talál állást, akár ki is utasíthatják. Barney segít neki abban, hogy tökéletes önéletrajza legyen. Eközben Lily, Marshall és Ted is át kell hogy nézzék saját önéletrajzukat. 

## Cselekmény
Robin levelet kap a bevándorlási hivataltól, hogy kiutasítják az országból, ha 7 napon belül nem talál magának állást. Marshall először azt javasolja, hogy menjen hozzá egy amerikaihoz, és bár Barney ajánlkozik, az ötletet elvetik, mert ennyi idő alatt a hivatalok nem tudnák átfutni. A többiek szerint hátha az önéletrajzában van valami, ami nem stimmel, ezért megnézik a videót, ami nem tetszik nekik. Robin előbb a 10-es csatornánál próbálkozik, de onnan elutasítják, mert nincsen védjegynek számító elköszönése.
Eközben a többiek a saját önéletrajzukról beszélgetnek. Ted kineveti Marshall kosarasrekordját (amit a saját önéletrajzában feltüntetett), mire Marshall közli, hogy nagyon jó játékos volt, de abba kellett hagynia a játékot, egészségügyi okok miatt. Amikor kiderül, hogy ez az ok nem más, mint balettcsípő, kinevetik, mígnem kiderül, hogy Marshall "többet táncol, mint Lily hinné". Barney bemutatja a saját videós önéletrajzát, Robin pedig azt kéri, segítsen neki is készíteni egyet. Mindazonáltal nem tetszik neki, hogy Barney a sajátjában furcsa kifejezéseket használ (pl. a lehetségtelen szót a lehetetlen és a lehetséges összevonásából), illetve hogy bizarr dolgokat művel benne. Barney ugyanerre próbálja rávenni Robint is, azt akarja, hogy karateszerelésbe öltözve törjön össze a fejével 15 téglát, illetve hogy öltözzön amazonnak. Robinnak ez nem tetszik, így a forgatást félbehagyják. Robin kétségbeesésében lottószámokat menne húzni, de oda sem kell. Már-már felkészül arra, hogy kiutasítják, de aztán kiderül, hogy Barney nélküle is befejezte az önéletrajzi videót, ami olyan jól sikerült, hogy végül elintézte neki, hogy a 12-es csatornán legyen hírolvasó.
Eközben a többiek is felülvizsgálják a saját önéletrajzukat. Ted még mindig benne akarja hagyni a kollégiumi évekből maradt, szerinte titkos rádiós műsorvezetős alteregóját, Doktor X-et, Marshall a minnesotai kosárbajnoki címét, Lily pedig azt, hogy egy hot dog-evő versenyen egyszer 29-et evett. Mivel a jövőben már tárgytalanok ezek, ezért mindannyian törlik ezeket, kivéve Lilyt, aki a MacLaren's Bárban 33 hot dogot eszik meg, s így frissíti saját bejegyzését.
Az epizód legvégén az 1998-as Ted látható, aki mint korábban látható volt, a sulimenza ellen szervezett éjféli tüntetést, de arra senki nem ment el.

## Kontinuitás
- Barney önéletrajzi videójában látható a Tesókódex.
- Lily először használja a "Te aljas görény!" szófordulatot.

## Jövőbeli visszautalások
- Barney "A Taktikai Könyv" és "A Stinson-rakétaválság" című részekben is készít weboldalakat.
- Barney majdnem megkéri Robin kezét a pillanat hevében. Az, hogy szerelmes belé, a negyedik évad több részében is megjelenik.
- Robin azt állítja, hogy már elmúlt 19 éves, így nem randizik börtöntöltelékekkel. "A szexmentes fogadós" című részből kiderül, hogy randizott a gimis matektanárával, akit lecsuktak adócsalásért és egyéb dolgokért.
- Robint a "Kettős állampolgárság" című részben is ki akarják utasítani. Helyzete a "Mosolyt!" című részre oldódik meg.
- Marshall kosaras képességei, és beceneve, a "Vanília Villám" "Az ablak" című részben is szerepelnek, ahol kiderül, hogy nem tud zsákolni, feltehetőleg a balettcsípő miatt.
- Ted az "Ajánlom magamat" című részben vallja végül be, hogy ő volt Doktor X, amin valahogy senki nem lepődik meg.
- A "Barney Stinson, Király Fickó" című dal szerepel a "Szünet ki" című részben is.
- Robin végül a "Téves riasztás" című részben jelentkezik ténylegesen "érmemacának".

## Érdekességek
- Bár Ted tagadja, hogy ő lenne Doktor X, az önéletrajzában mégis ott szerepel.
- A jelenetben, amikor Marshall törli az önéletrajzából a kosárlabda-sikereket, látható a laptopon az óra: délelőtt 10 óra 56 perc. Odakint mégis sötét van. Marshall azt is mondja, hogy Nicollet megyében lett kosárbajnok, azonban ő St. Cloudban született és nőtt fel, ami Stearns megyében van, jóval délebbre.
- Robin önéletrajzának forgatásakor felmerül, hogy egy amazon harcosnak kellene öltöznie a videóban. Az őt megformáló Cobie Smulders majdnem eljátszhatta a főszerepet a Wonder Woman első megfilmesítési tervei szerint, melynek Joss Whedon lett volna a rendezője.
- Lily hot dog-evésénél azért volt olyan nagy hasa, mert az őt alakító Alyson Hannigan éppen terhes volt, így a terhességét beleírták a forgatókönyvbe.
- Az epizód eredeti címe "Különleges képességek", illetve "Barney Stinson, Király Fickó" lett volna.
- Lily önéletrajzában olvasható, hogy ért a Java programozáshoz, folyékonyan beszél olaszul, és hogy taníthat angolt idegen nyelvként.
- Barney videós önéletrajzában a jelenet, amikor a kamion lezuhan, az 1996-os Twister című filmből származik.

## Vendégszereplők
- Regan Burns - Producer
- Seth Morris - rendező
- Tina Casciani - Marisela Diaz
- Angela Martinez - Rochelle Harper
- Colleen Shannon - lottóhúzó lány
- Ara Anton - Herm
- Wayne Lopez - bíró
- Mark Tomesek - Dr. Goodman
- Patrizia Medrano - női riporter
- Mohammad Kavianpour - kameraman

## Zene
- Barney Stinson, Király Fickó
- James - Waterfall